# Параклис (молебень)
Паракли́с (з грецької: παρεκκλήo — «розрада») — молебень, у якому вірні в скорботі благають про поміч і заступництво Пресвятої Богородиці. Він складається з уривків псалмів, тропарів, єктеній, прокіменів, кондаків, катавасій, читання Святого Євангелія.